# アウレル・ヴライク

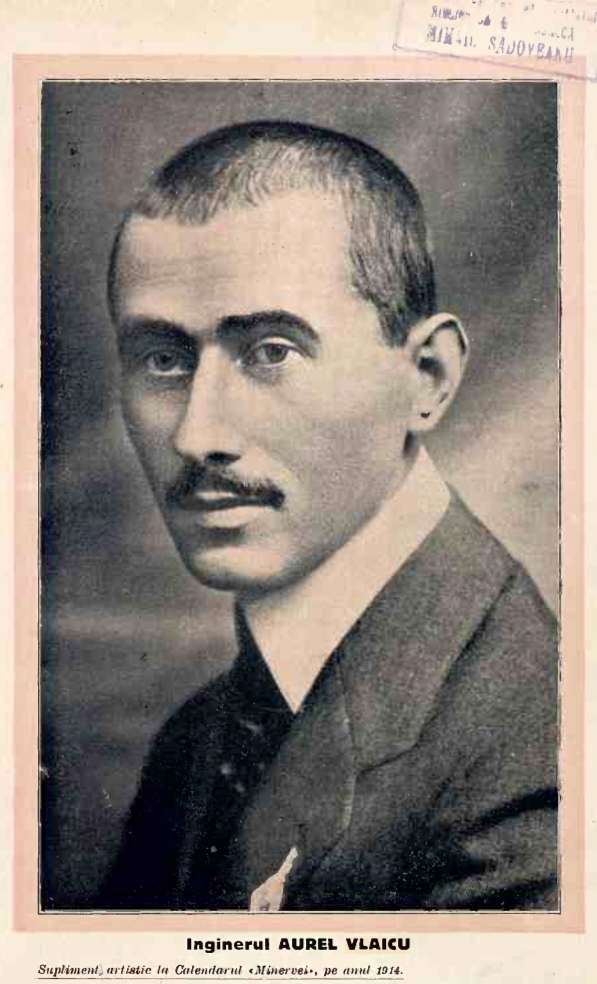
アウレル・ヴライク

アウレル・ヴライク（Aurel Vlaicu、1882年11月19日 – 1913年9月13日）はルーマニアの技術者、発明家、初期のパイロットである。
当時、オーストリア＝ハンガリー帝国であったトランシルヴァニアのオラシュティエ近くのビンツィンツィ (Binţinţi) で生まれた。シビウで学んだ後、ブダペストの工科大学、ミュンヘン工科大学で学び、1907年、工学士を得た。
ドイツ・リュッセルスハイムのオペルの工場で働いた後、故郷に戻り、グライダーを組み立てて、1909年の夏に飛行した。その年の年末にブカレストに移り、最初の航空機、ヴライク Iを組立てて、1910年6月17日に初飛行した。1911年に製作されたヴライク IIで1912年のウィーン近くで開かれたAspern Air Showで、当時の42人の飛行家と競い、正確な着陸を競う競技などで、7,500クローネの賞金を得た。参加者にはローラン・ギャロスもいた。1913年ヴライク IIでカルパティア山脈を越える飛行に挑戦中にクンピナ近くで墜死した。
その短い生涯の間に3機の飛行機を製作した。NACAカウルに似たカウルで覆われたエンジンからチェーンで同軸に配置された2基のプロペラを駆動し、緩衝機構のついた3車輪式の着陸装置が取り付けられた。ヴライクが死んだ時、マルコーニ無線会社が無線の実験のために注文した複座の単葉機ヴライク IIIは製作中であったが、友人たちが完成し1914年に何度か実験が行なわれたが、特異な操縦機構のため実験は進まなかった。
1916年にブカレストがドイツ軍に占領されるとヴライク IIIはドイツに運ばれた。1942年にベルリンの航空展覧会に展示された。
生地であるビンツィンツィは、現在は彼の名を取ってアウレル・ヴライクに改称されている。また、ブカレストのアウレル・ヴライク国際空港も彼にちなんで命名されたものである。また、ルーマニアで発行されている50レイ紙幣に肖像が使用されている。